# Salmon River (Bay d’Espoir)
Der Salmon River (engl. für „Lachsfluss“) ist ein Fluss im Süden der zur kanadischen Provinz Neufundland und Labrador gehörenden Insel Neufundland.

## Ehemaliges Flusssystem
Der Salmon River entwässerte vor 1965 ein Areal von mehr als 2700 km². Das frühere Einzugsgebiet umfasste neben dem Round Pond noch die oberstrom gelegenen Seen Cold Spring Pond und Great Burnt Lake. Der Flusslauf des Salmon River führte vom Round Pond nach Süden zu einem Seensystem, das 1967 zum Jeddore Lake aufgestaut wurde. Der mittlere Abfluss am damaligen Long Pond betrug 85,8 m³/s.

## Heutiges Flusssystem
Mit der Errichtung mehrerer Staudämme und Kanäle im Rahmen eines größeren Wasserkraftprojektes wurde der 16 km lange Unterlauf des Salmon River von seinem oberstrom gelegenen Flusssystem abgetrennt. Durch den Aufstau entstand der Jeddore Lake, dessen Wasser überwiegend dem Wasserkraftwerk Bay d’Espoir zugeführt wird und anschließend dort ins Meer fließt.
Oberhalb des Round Lake befinden sich zwei Flussläufe: Der West Salmon River hat seinen Ursprung im Cold Spring Pond, der North Salmon River (auch Crow Brook) im Great Burnt Lake. Beide Seen sind durch Dämme aufgestaut. Ihr Wasser fließt über einen separaten Kanal dem Wasserkraftwerk Upper Salmon zu, von welchem es in den Round Pond gelangt.
Über ein Wehr gelangt vom Jeddore Lake noch eine geringe Wassermenge in den Unterlauf des Salmon River. Das verbliebene Einzugsgebiet umfasst etwa 85 km². Der Salmon River mündet in das Kopfende der East Bay, einer kleinen Nebenbucht im Westen der Bay d’Espoir.